# Women's Super League 2020-2021 (Svizzera)
La Women's Super League 2020-2021, anche nota come AXA Women's Super League 2020-2021 per ragioni di sponsorizzazione, è stata la cinquantunesima edizione della massima serie del campionato svizzero femminile di calcio, la prima edizione con la nuova denominazione di Women's Super League. Il campionato è iniziato il 13 agosto 2020 e si è concluso il 29 maggio 2021. Il campionato è stato vinto per la prima volta dal Servette Chênois, fondato quattro anni prima, con due giornate d'anticipo sulla fine del torneo.

## Stagione

### Novità
Come decretato dall'ASF/SFV, la stagione 2019-2020 era stata sospesa e non conclusa, a causa dell'emergenza sanitaria legata alla pandemia di COVID-19; pertanto il titolo non era stato assegnato né ci furono retrocessioni e promozioni.
La stagione 2020-2021 è stata la prima della massima serie del campionato svizzero femminile con la nuova denominazione di "Women's Super League". Anche il logo del torneo è stato rinnovato e presentato al kybunpark di San Gallo in occasione della prima giornata di campionato: il nuovo logo è di colore turchese e blu, con un richiamo alla bandiera svizzera, ed è rappresentata "una porta incastonata in un esagono".
A seguito di un accordo di collaborazione tra il FF Lugano 1976 e il Football Club Lugano, a partire dalla stagione 2020-2021 la squadra ha assunto la denominazione di FC Lugano femminile.

### Formato
Il campionato ha mantenuto il formato a singola fase introdotto nella stagione precedente. Le otto squadre partecipanti si sono affrontate in un doppio girone all'italiana con partite di andata e ritorno, per un totale di 28 giornate. La squadra prima classificata è stata decretata campione di Svizzera ed ammessa all'UEFA Women's Champions League 2021-2022, assieme alla seconda classificata. L'ultima classificata ha disputato uno spareggio promozione-retrocessione con la terza classificata in Lega Nazionale B.

## Squadre partecipanti
| Club             | Città       | Stadio                           | Stagione precedente          |
| ---------------- | ----------- | -------------------------------- | ---------------------------- |
| Basilea          | Basilea     | Leichtathletik-Stadion St. Jakob | Annullata                    |
| Grasshopper      | Zurigo      | GC/Campus                        | Annullata                    |
| Lucerna          | Lucerna     | Sportanlagen Allmend             | Annullata                    |
| Lugano           | Lugano      | Stadio di Cornaredo              | Annullata (come Lugano 1976) |
| San Gallo-Staad  | San Gallo   | Kybunpark                        | Annullata                    |
| Servette Chênois | Chêne-Bourg | Stade des Trois-Chêne            | Annullata                    |
| Young Boys       | Berna       | Stadio Neufeld                   | Annullata                    |
| Zurigo           | Zurigo      | Sportanlage Heerenschürli        | Annullata                    |

## Classifica finale
|  | Pos. | Squadra          | Pt | G  | V  | N | P  | GF | GS  | DR   |
|  | ---- | ---------------- | -- | -- | -- | - | -- | -- | --- | ---- |
|  | 1.   | Servette Chênois | 66 | 28 | 20 | 6 | 2  | 81 | 17  | +64  |
|  | 2.   | Zurigo           | 61 | 28 | 19 | 4 | 5  | 92 | 35  | +57  |
|  | 3.   | Young Boys       | 46 | 28 | 14 | 4 | 10 | 68 | 56  | +12  |
|  | 4.   | Basilea          | 41 | 28 | 11 | 8 | 9  | 60 | 50  | +10  |
|  | 5.   | Grasshopper      | 41 | 28 | 11 | 8 | 9  | 38 | 46  | -8   |
|  | 6.   | Lucerna          | 27 | 28 | 7  | 6 | 15 | 39 | 60  | -21  |
|  | 7.   | San Gallo-Staad  | 26 | 28 | 7  | 5 | 16 | 47 | 58  | -11  |
|  | 8.   | Lugano           | 7  | 28 | 2  | 1 | 25 | 13 | 116 | -103 |

Legenda:
      Campione di Svizzera e ammessa alla UEFA Women's Champions League 2021-2022.
      Ammessa alla UEFA Women's Champions League 2021-2022.
  Partecipa allo spareggio promozione-retrocessione.
Note:
Tre punti a vittoria, uno a pareggio, zero a sconfitta.
La classifica viene stilata secondo i seguenti criteri:
- Punti conquistati
- Differenza reti generale
- Reti totali realizzate
- Punti conquistati negli scontri diretti
- Differenza reti negli scontri diretti
- Reti realizzate negli scontri diretti

## Risultati

### Tabellone
Partite dalla 1ª alla 14ª giornata
|                  | Bas  | Gra  | Luc  | Lug  | SGa  | SeC  | YBo  | Zur  |
| ---------------- | ---- | ---- | ---- | ---- | ---- | ---- | ---- | ---- |
| Basilea          | –––– | 6-2  | 3-2  | 5-0  | 2-2  | 0-3  | 3-4  | 3-1  |
| Grasshopper      | 4-3  | –––– | 0-0  | 1-0  | 1-2  | 0-0  | 3-1  | 1-5  |
| Lucerna          | 0-3  | 1-1  | –––– | 4-2  | 4-3  | 0-2  | 1-2  | 2-8  |
| Lugano           | 0-3  | 0-5  | 0-5  | –––– | 1-3  | 0-4  | 1-2  | 0-9  |
| San Gallo-Staad  | 1-2  | 2-0  | 0-0  | 10-0 | –––– | 1-1  | 1-1  | 0-3  |
| Servette Chênois | 5-0  | 6-1  | 5-1  | 11-0 | 4-0  | –––– | 1-0  | 2-0  |
| Young Boys       | 1-1  | 2-1  | 4-2  | 5-0  | 3-2  | 2-2  | –––– | 5-4  |
| Zurigo           | 2-0  | 2-1  | 0-2  | 8-0  | 5-1  | 2-1  | 3-6  | –––– |

Partite dalla 15ª alla 28ª giornata
|                  | Bas  | Gra  | Luc  | Lug  | SGa  | SeC  | YBo  | Zur  |
| ---------------- | ---- | ---- | ---- | ---- | ---- | ---- | ---- | ---- |
| Basilea          | –––– | 0-0  | 5-2  | 2-1  | 4-2  | 0-2  | 1-3  | 2-2  |
| Grasshopper      | 3-1  | –––– | 2-1  | 1-0  | 1-1  | 0-0  | 0-0  | 0-0  |
| Lucerna          | 1-1  | 1-3  | –––– | 1-1  | 2-1  | 1-3  | 1-2  | 1-3  |
| Lugano           | 2-1  | 1-2  | 2-1  | –––– | 0-1  | 0-4  | 0-5  | 0-6  |
| San Gallo-Staad  | 2-2  | 2-3  | 0-1  | 1-0  | –––– | 0-1  | 6-2  | 0-2  |
| Servette Chênois | 2-2  | 2-0  | 0-0  | 8-1  | 5-2  | –––– | 2-0  | 1-2  |
| Young Boys       | 0-4  | 1-2  | 1-2  | 6-0  | 5-1  | 2-3  | –––– | 1-3  |
| Zurigo           | 1-1  | 6-0  | 3-0  | 2-1  | 3-1  | 1-1  | 6-2  | –––– |

## Spareggio promozione-retrocessione
Allo spareggio promozione-retrocessione hanno avuto accesso l'ottava classificata in Women's Super League, il Lugano, e la quarta classificata in Lega Nazionale B, il Thun Berner Oberland; l'accesso allo spareggio è scalato alla quarta classificata perché la seconda squadra dello Zurigo si era classificata al secondo posto, ma non era eleggibile per la promozione. Vincendo il doppio confronto, il Lugano ha mantenuto il posto in Women's Super League.
|                    | Risultati |                      | Luogo e data          |
| ------------------ | --------- | -------------------- | --------------------- |
| Thun Berner Oberl. | 1-2       | Lugano               | Thun, 2 giugno 2021   |
| Lugano             | 1-1       | Thun Berner Oberland | Lugano, 6 giugno 2021 |
|                    |           |                      |                       |

## Statistiche

### Classifica marcatrici
Fonte: sito ufficiale.
| Gol |  |  | Giocatore        | Squadra          |
| --- |  |  | ---------------- | ---------------- |
| 23  |  |  | Stefanie da Eira | Young Boys       |
| 19  |  |  | Fabienne Humm    | Zurigo           |
| 15  |  |  | Ardita Iseni     | San Gallo-Staad  |
| 15  |  |  | Maeva Sarrasin   | Servette Chênois |
| 14  |  |  | Léonie Fleury    | Servette Chênois |
| 14  |  |  | Marta Peiró      | Servette Chênois |
| 14  |  |  | Courtney Strode  | Young Boys       |
| 13  |  |  | Irina Pando      | Lucerna          |
| 10  |  |  | Camille Surdez   | Basilea          |
| 10  |  |  | Laura Walker     | Grasshopper      |